# Le Crotoy
Le Crotoy je francouzská obec v departementu Somme v regionu Hauts-de-France. V roce 2010 zde žilo 2 219 obyvatel.